# Mōri Shigeyoshi
Mōri Shigeyoshi (jap. 毛利 重能, Geburts- und Sterbedatum unbekannt) war ein japanischer Mathematiker der frühen Edo-Zeit. Sein Rufname war Kambei (勘兵衛, Kambē).
Mōri war ursprünglich Samurai im Dienste Toyotomi Hideyoshis, später erhielt er den Ehrenrang des Provinzgouverneurs von Dewa (出羽守, Dewa no Kami). In seiner Jugend war er zum Studium der Arithmetik in das China der Ming-Dynastie gegangen. Im Heerlager Osaka unterhielt er freundschaftliche Beziehungen zum ebenfalls dem Geschlecht der Mōri angehörenden Mōri Katsunaga, dessen Einheit er unterstellt war.
Die von ihm verfasste und 1622 veröffentlichte „Schrift über die Division“ (割算書, Warizan-sho; so die geläufige Bezeichnung) gilt zusammen mit den „Aufzeichnungen zum Gebrauch der Rechenkunst“ (算用記, San’yō-ki) als wichtige, für die frühe Edo-Zeit repräsentative Wasan-Schrift. Im Kolophon des Warizan sho ist angegeben: „Von Iraka-bayashi im Kreis Muko der Provinz Settsu nach Kyōto umgezogen und [dort] wohnhaft, eröffnete eine Schule (juku) mit dem Namen ‚Weit und breit Nummer 1 [in der] Divisionsrechnung‘ (割算の天下一 Warizan tenka ichi, bzw. laut Anschlagtafel „in der Unterweisung in der Division“ 割算天下一指南 Warizan tenka ichi shinan)“. Mōri bildete spätere herausragende Wasan-Gelehrte aus, unter ihnen Yoshida Mitsuyoshi, Imamura Tomoaki sowie Takahara Yoshitane, der zuvor bei Seki Takakazu studiert hatte. Mōris Meisterschüler Yoshida, Imamura und Takahara werden gewöhnlich als „Drei Söhne des Mōri“ (毛利の三子, Mōri no Sanshi) bezeichnet.
Im Jahr 1972 setzte man ihm im Kumano-Schrein einen Gedenkstein, an dessen Seite im darauffolgenden Jahr der Sangaku-Schrein (算学神社, Sangaku-jinja; wörtlich: „Schrein der Rechenlehre“) errichtet wurde.